# Florența Ilie
Florența Dorina Ilie (n. 21 iulie 1996, în București) este o handbalistă din România care evoluează pe postul de extremă dreapta pentru clubul românesc CSM Târgu Jiu.

## Biografie
Florența Ilie a început să joace handbal în 2007, la vârsta de 11 ani, în echipa Școlii Generale din Mihăilești, Giurgiu, acolo unde s-a mutat de mică cu familia. A urmat cursurile Colegiul Tehnic Media din București, unde a avut parte și de prima legitimare, iar de la vârsta de 17 ani a jucat, cu dublă legitimare, pentru CSU Știința București în Divizia A. Prima convocare la lotul național a fost la echipa de junioare al României în 2013. În 2014, ea a fost componentă a echipei de junioare a României care a câștigat medalia de aur la Campionatul Mondial din Macedonia. Ca urmare a acestei performanțe, Florența Ilie, a fost desemnată cetățean de onoare al orașului Mihăilești.
Florența Ilie și-a încheiat junioratul la ACS Școala 181 SSP București și a continuat la echipa de senioare Știința București pâna în anul 2019. Începând cu anul 2014, a fost convocată la naționala de tineret al României. A participat cu echipa națională de tineret a României la Campionatul Mondial din 2016, unde România a obținut medalia de bronz. În sezonul 2016-2017 a jucat, sub formă de împrumut, la echipa CS Dinamo București. La sfârșitul sezonul 2018-2019, s-a transferat la HCM Slobozia iar pe 31 august 2019 a debutat în Liga Națională, într-un meci contra echipei CSM Slatina. În 2020 a semnat cu o altă echipă din primă ligă, cu „U” Cluj-Napoca. La sfârșitul sezonului 2020-2021 Florența Ilie s-a transferat la CS Activ Prahova Ploiești. În noiembrie 2021, ea s-a transferat la CSM Târgu Jiu.
Florența Ilie este deținătoare a unui master în „Organizare și conducere în sport” obținut în cadrul Universității din Pitești.

## Palmares
- Campionatul Mondial pentru Junioare:
  -  Medalie de aur: 2014

- Campionatul Mondial pentru Tineret:
  -  Medalie de bronz: 2016

- Cupa României:
  -  Finalistă: 2023